# Festival international du film de Transylvanie 2018
Le festival international du film de Transylvanie 2018, 17e édition du festival, s'est déroulé du 25 mai au 3 juin 2018.

## Déroulement et faits marquants
Le 2 juin 2018, le palmarès est dévoilé. Le film Les Héritières (Las herederas) de Marcelo Martinessi remporte le Trophée Transilvania. Le Prix du meilleur réalisateur est remis à Hlynur Pálmason pour Winter Brothers (Vinterbrødre). Le Prix spécial du jury est remis à  Scythe Hitting Stone d'Anna Kruglova et à The Home  d'Asghar Yousefinejad. Le prix du public revient au film The Guilty ((Den skyldige) de Gustav Möller.

## Jury
- Dagur Kári, réalisateur
- Rebecca Lenkiewicz, scénariste
- Stéphane Foenkinos, réalisateur
- Vlad Ivanov, acteur
- Ágnes Kocsis, réalisatrice

## Sélection

### En compétition officielle
- Les Héritières (Las herederas) de Marcelo Martinessi  Paraguay
- La Guerre d'Anna (Война Анны) de Blerta Zeqiri  Kosovo
- Pitié de Babis Makridis  Grèce
- Scythe Hitting Stone d'Anna Kruglova  Allemagne
- Charleston d'Andrei Creţulescu  Roumanie
- Scaffolding  de Matan Yair  Israël
- Winter Brothers (Vinterbrødre) de Hlynur Pálmason  Danemark
- Life And Nothing More d'Antonio Mendez Esparza  Espagne
- Touch Me Not (Nu mă atinge-mă) d' Adina Pintilie  Roumanie
- The Guilty ((Den skyldige) de Gustav Möller  Danemark
- The Home  d'Asghar Yousefinejad  Iran

### Romanian days
- The Story of a Summer Lover de Paul Negoescu
- Football infini (Fotbal infinit) de Corneliu Porumboiu
- Caisă d'Alexandru Mavrodineanu
- Soldiers. Story From Ferentari d'Ivana Mladenovic
- Licu, A Romanian Story d'Ana Dumitrescu
- The Secret of Happiness de Vlad Zamfirescu
- Free Dacians de Monica Lazurean-Gorgan
- One Step Behind the Seraphim de Daniel Sandu
- Pororoca de Constantin Popescu
- Several Conversations About A Very Tall Girl de Bogdan Theodor Olteanu
- Meda Or The Not So Bright Side Of Things d'Emanuel Pârvu

### Film d'ouverture
- Foxtrot de Samuel Maoz

### To be or not to be politically correct
- Holiday d'Isabella Eklöf  Danemark
- A Horrible Woman de Christian Tafdrup  Danemark
- Under The Tree d'Hafsteinn Gunnar Sigurðsson  Islande
- Liquid Truth de Carolina Jabor  Brésil
- Tripping Thru Keta de Julio Bekhor  Mexique
- Figaros Wolves de Dominik Galizia  Allemagne
- Life Guidance de Ruth Mader  Autriche
- Neurotic Quest For Serenity de Paulinho Caruso  Brésil
- Skins de Eduardo Casanova  Espagne
- Human, Space, Time and Human de Kim Ki-duk  Corée du Sud

### Romania 100
- The Poseidon Explosion de Mircea Drăgan
- Fata Morgana  de Elefterie Voiculescu
- Untamed Romania de Tom Barton - Humphreys
- Gaudeamus igitur de Gheorghe Vitanidis
- The Last Night of Childhood de Savel Stiopul
- The Hidden Mountain d'Andrei Catalin Baleanu
- L'Hiver en flammes (Rascoala / The Uprising) de Mircea Mureşan
- Seven Days de Mircea Veroiu

### Shadows
- The Sacrifice de Jaime Osorio Marquez  Colombie
- Vampire Clay  de Soichi Umezawa  Japon
- Firstborn de Aik Karapetian  Lettonie
- C'est qui cette fille ? (Thirst Street) de Nathan Silver  France
- Car Crash (A Day) de Jo Seon-ho  Corée du Sud
- Verónica de Paco Plaza  Espagne
- Les Bonnes Manières de Juliana Rojas et Marco Dutra  Brésil
- The Villainess de Jeong Byeong-gil  Corée du Sud

### Focus Bulgaria
- Light Thereafter de Konstantin Bojanov
- Godless  de Ralitza Petrova
- The Good Postman de  Tonislav Hristov
- Taxi Sofia  (Posoki) de Stephan Komandarev
- Radiogram de Rouzie Hassanova
- Omniprésent de Ilian Djevelekov
- 3/4 de Ilian Metev
- Village People de Tzvetan Dragnev

### Back in the USSR
- Assa de Sergueï Soloviov
- Le Coursier de Karen Chakhnazarov
- Requiem pour un massacre d'Elem Klimov
- Moscou ne croit pas aux larmes de Vladimir Menchov
- Vols entre rêve et réalité de Roman Balaïan

### Close-up Fanny Ardant
- Cendres et Sang de Fanny Ardant
- Le Divan de Staline de Fanny Ardant
- Lola Pater de Nadir Moknèche
- Vivement dimanche ! de François Truffaut

## Palmarès
- Trophée Transilvania : Les Héritières (Las herederas) de Marcelo Martinessi
- Meilleure réalisation : Winter Brothers (Vinterbrødre) de Hlynur Pálmason
- Prix spécial du jury : Scythe Hitting Stone d'Anna Kruglova et The Home  d'Asghar Yousefinejad
- Prix FIPRESCI : Life Guidance de Ruth Mader
- Prix du public : The Guilty ((Den skyldige) de Gustav Möller
- Meilleur film de la section Romanian days : Pororoca de Constantin Popescu